# پاسیر پوتح
پاسیر پوتح (به لاتین: Pasir Puteh) یک سکونتگاه مسکونی در مالزی است که در کلانتان واقع شده‌است.